# シェイク・シャリフ・シェイク・アフマド
シェイク・シャリフ・シェイク・アフマド（ソマリ語: Sheekh Shariif Sheekh Axmed, アラビア語: الشيخ شريف شيخ أحمد, 英: Sheikh Sharif Sheikh Ahmed）はソマリアの政治家、宗教家。ソマリア暫定連邦政府最後の大統領を務めた。かつてはイスラム法廷会議（ICU）の指導者でもあった。アフマドはソマリアの中部シャベーラ州で生まれ、リビアとスーダンの大学で学んだ。アフマドは当初中等学校で地理学、アラビア語、宗教を教えていた。アフマドはソマリ語の他、アラビア語と英語ができる。アフマドは、当時首都モガディシュ周辺でもっとも有力だった氏族ハウィエの支族ムドゥロードの支族アブガールの出身。

## 来歴
1964年、ジョホールマハダイに生まれる。エジプトのアル＝アズハル大学の支援を受けたシェイハ・スーフィ大学（Sheikh Sufi Institute）で学び、1992年の後半にスーダンのコルドゥファン大学（Kordufan University）に入学する。2年後の1994年にダランジ大学（University of Dalanj）に名を変えたその大学で主専攻アラビア語、副専攻地理学で学士を取得した。その後はリビアのトリポリに移り、通信制大学で1998年、イスラーム教シャリーアの学位を取得した。
アフマドは、ハーフィズ、すなわちクルアーンを訛り無しの正当なアラビア語で暗誦できる人と認められた。アフマドの宗教的素養が高まったため、ソマリアでイスラーム神秘主義教団であるイドリース教団（イドリースィーヤ、Idriseeyah）の精神的リーダーとなった。

### イスラム法廷会議
国外留学から戻り、アフマドはイスラム法廷会議（ICU）に参加し、ジョハールの支族会議リーダーに選出された。その数年後、ソマリアの首都モガディシュで若い学生が誘拐され、その家族に身代金が要求される事件が発生した。この誘拐事件そのものは中央政府が崩壊していた当時のソマリアで珍しくもないものであった。しかし、この事件はアフマドの出身部族が支配する地域で起こっており、この事件がアフマドがICUの改革を志すきっかけとなった。2004年まで、アフマドはモガディシュのイスラム会議で数多くいる指導者の一人にすぎなかった。アフマドはICUの設立者の一人ハッサン・ダヒール・アウェイス、あるいは2001年にアフガニスタンでアルカーイダとつながりを持っていたアデン・ハシ・ファラーと当時から親しい友人であり、同志であった。
2006年6月、イスラム法廷会議はソマリアの首都モガディシュを制圧した。2006年9月9日、ソマリア暫定国民政府の前大統領アブディカシム・サラ・ハッサン保護の下、アフマドは数名の仲間と共にリビアのスルトで行われたアフリカ連合（AU）の行事、第7回アフリカ首脳会議に参加した。当時のロイターやBBCのインタビューに対し、アフマドはイスラム主義者とソマリア暫定連邦政府（TFG）の和解のため、リビアを始めとするアフリカ諸国の助力が必要であることをほのめかした。ただし、伝えられたところによると、アフマドがスーダンの首都ハルツームに着いたのはソマリア政府とICUの会合が行われる予定の48時間前であり、滞在時間は24時間であった。しかもアフマドの主張は従来のイスラーム勢力のものと同様、エチオピアとソマリアとは500年来の敵同士であり、エチオピア軍の行動はソマリアへの侵略であるとするものだった。対するエチオピア側の主張は、エチオピア軍はソマリア国内で戦闘を行っていないというものだった。結局、両者の間で政府間開発機構主導で平和維持軍を派遣する、という合意は得られなかった。

### ICUの陥落
2006年12月28日、ICU軍は首都征服からわずか6カ月で敗退した。アフマドはエチオピア軍と戦うことを誓ったが、ジリブの戦いでの敗北およびキスマヨ陥落の後、アフマドもケニアとの国境付近に逃走した。
アフマドは、2007年1月21日、ケニアとの国境付近で他の3人のソマリ族と共に、ケニア警察に拘留された。そしてアフマドは米国ケニア大使とTFGへの協力に関して会談した。その間、アフマドはホテルでケニア当局の保護下に置かれた。
2007年2月1日、アフマドはケニア警察の拘留から解放された。2月8日までに、他のICUメンバーと共にイエメンに向かった。

### 2009年大統領選挙
2009年のソマリア大統領選には多くの候補者が立候補し、当初は票が割れた。第1回目投票ではアフマド215票、マスラー・モハメド・サイード(Maslah Mohamed Said)60票、ヌール・ハッサン・フセイン59票だった。各陣営のさまざまな思惑があり、最終的にはアフマドとヌール・ハッサン・フセインとに絞られた。アフマドが決選投票で得たのは293票だった。決選投票は2009年1月31日のことで、アフマドはこの日の遅く、隣国ジブチのケンピンスキホテル（Kempinski hotel）で宣誓を行った。

### 2012年大統領選挙
2012年8月20日に暫定政権の統治期間が終了し、大統領を退任。9月10日に連邦議会において実施された大統領選挙では決選投票でハッサン・シェイク・モハムド
に敗れた。

### 2017年大統領選挙
2017年2月の大統領選挙に出馬したが、落選した。

## 家族
2007年1月の逃亡前の時点でアフマドには妻と2人の子供（9歳のアフマドと幼児）がおり、その住居はモガディシュでごく普通のレベルのものであった。